# Gaston Meunier
Gaston Meunier est un acteur français des années 1960 et 1970.

## Biographie
On ne sait rien de cet acteur qui ne fit que de brèves apparitions, souvent muettes, dans des films et des séries télévisées entre 1961 et 1980.

## Filmographie

### Télévision
- 1961-1962 : Le Temps des copains (épisodes 33, 47, 93) de Robert Guez : un malade atteint de la cirrhose / un passager dans le train  / un homme sur les quais.
- 1964 : L'Abonné de la ligne U de Yannick Andreï
- 1967 : Salle n° 8 (épisodes 30, 38,39, 48, 53, 54, 58) de Robert Guez et Jean Dewever : un client au restaurant / un homme dans les couloirs de l’hôpital / le contrôleur des trains / un prétendant de Madeleine / un patient et un homme à l’accueil.
- 1967 : Les Enquêtes du commissaire Maigret, épisode Cécile est morte : un inspecteur à la P.J.
- 1970 : Les Enquêtes du commissaire Maigret, épisode L'Écluse n° 1 : un marchandeur au café et un agent de police à la P.J. (non crédité)
- 1970 : Les Enquêtes du commissaire Maigret, épisode Maigret et son mort : un inspecteur et un agent de police à la P.J.
- 1970 : Les Enquêtes du commissaire Maigret, épisode Maigret : un consommateur au café (non crédité)
- 1971 : Les Saintes chéries, épisode Éve tourne un film : un homme au café
- 1971 : Tang (épisode 10) d'André Michel : un agent de police
- 1971 : Les Enquêtes du commissaire Maigret, épisode Maigret aux assises : un assesseur
- 1972 : Les Enquêtes du commissaire Maigret, épisode Maigret se fâche : un passager qui achète son journal
- 1973 : Les Enquêtes du commissaire Maigret, épisode Maigret et la jeune morte
- 1976 : Les Cinq Dernières Minutes (épisode Les Petits d'une autre planète)

### Cinéma
- 1961 : La Fille aux yeux d'or de Jean-Gabriel Albicocco : un dévorant
- 1961 : Les lions sont lâchés d'Henri Verneuil : un homme à l'exposition
- 1962 : Un singe en hiver d'Henri Verneuil : un touriste attablé à l'auberge
- 1963 : Mélodie en sous-sol d'Henri Verneuil : un homme au casino
- 1964 : Patate de Robert Thomas : l'huissier
- 1964 : Fantomas d'André Hunebelle : un joueur au casino
- 1964 : Angélique, marquise des anges de Bernard Borderie : un courtisan
- 1964 : Un monsieur de compagnie de Philippe de Broca : un homme aux enchères et au discours prolétaire
- 1965 : Moi et les hommes de quarante ans de Jacques Pinoteau : un client du salon de coiffure
- 1965 : Le Majordome de Jean Delannoy : un invité
- 1965 : Thomas l'imposteur de Georges Franju : un danseur
- 1966 : Massacre pour une orgie de Jean-Pierre Bastid : le commissaire
- 1967 : Les Compagnons de la marguerite de Jean-Pierre Mocky : un agent de police
- 1967 : Le Voleur de Louis Malle : un invité chez Mouratet
- 1967 : Les Aventuriers de Robert Enrico : un croupier
- 1967 : Le Samouraï de Jean-Pierre Melville : un témoin
- 1967 : Un idiot à Paris de Serge Korber : un client du restaurant Rabichon
- 1968 : L'Homme à la Buick de Gilles Grangier : un homme à la tombola
- 1969 : Faut pas prendre les enfants du bon Dieu pour des canards sauvages de Michel Audiard : un homme à la gare
- 1969 : L'Armée des ombres de Jean-Pierre Melville : le contrôleur des bagages
- 1970 : Le Temps des loups de Sergio Gobbi : un joueur au casino
- 1970 : Max et les Ferrailleurs de Claude Sautet : un inspecteur
- 1970 : Le Cri du cormoran le soir au-dessus des jonques de Michel Audiard : un turfiste
- 1971 : Êtes-vous fiancée à un marin grec ou à un pilote de ligne ? : un huissier
- 1971 : La Maffia du plaisir de Jean-Claude Roy
- 1973 : L'Insolent de Jean-Claude Roy
- 1974 : Un amour de pluie de Jean-Claude Brialy : un homme dans le hall
- 1980 : L'Œil du maître de Stéphane Kurc